# Прикалитки
Прикалитки — деревня Ивняковского сельского поселения Ярославского района Ярославской области.

## География
Деревня находится на левом берегу реки Которосль с одной стороны в окружении сельскохозяйственных полей, с другой стороны стариц.

## История
В 2006 году деревня вошла в состав Ивняковского сельского поселения образованного в результате слияния Ивняковского и Бекреневского сельсоветов.

## Население
| 2007 | 2010 |
| ---- | ---- |
| 6    | ↘2   |

### Историческая численность населения
По состоянию на 1859 год в деревне было 9 домов и проживало 61 человек.
По состоянию на 1989 год в деревне проживало 3 человека.

### Национальный и гендерный состав
Согласно результатам переписи 2010 года население составляют 1 мужчина и 1 женщина.

## Инфраструктура
Основа экономики — личное подсобное хозяйство. По состоянию на 2021 год большинство домов используется жителями для постоянного проживания и проживания в летний период. Вода добывается жителями из личных колодцев. Имеется таксофон (около дома №3).
Почтовое отделение №150507, расположенное в посёлке Ивняки, на март 2022 года обслуживает в деревне 16 домов.

## Транспорт
Дорога к деревне начинается в Медведково, минуя Костино, съезд в деревню. Чуть выше по течению реки располагается деревня Воробьево.